# Ingrid Metz-Neun
Ingrid Metz-Neun (* 3. Juni 1950 als Ingrid Metz in Alsfeld) ist eine deutsche Synchronsprecherin und Autorin. Ihre Stimme ist unter anderem in Filmen, Fernsehserien, Hörspielen, in der Werbung und im öffentlichen Personennahverkehr zu hören.

## Leben
Ingrid Metz besuchte von 1966 bis 1968 die Schauspielschule „Alice George“ in Frankfurt am Main. 1967 übernahm sie mit „Antonia“ nach E. T. A. Hoffmann ihre erste größere Fernsehrolle. Weitere Schauspielengagements nahm sie 1968 in Darmstadt und 1971 am Volkstheater Frankfurt wahr.
Seit 1968 ist sie als Werbesprecherin tätig, unter anderem für Ferrero-Produkte, Jacobs Kaffee, Pfanni, Pirelli und Campari. Später kamen Regieassistenz, Dialogbuchschreiben und Dialogregie dazu. Seit 1980 übernimmt sie komplette Synchronaufträge. Anfangs noch im gemieteten Tonstudio, war sie ab 1988 mit dem eigenen Synchronstudio Metz-Neun Synchron in Dietzenbach bzw. ab 1990 in Offenbach am Main tätig. Sie verantwortete dabei insbesondere die Neusynchronisation von Filmklassikern auf Videofilm sowie für das Privatfernsehen (Tele 5, RTL). Als Synchronsprecherin lieh sie ihre Stimme unter anderem Joan Collins in der zweiten Synchronfassung von Freddie Francis’ Geschichten aus der Gruft. Auf Joanna Lumley in Boogie Woogie – Sex, Lügen, Geld und Kunst, Shirley MacLaine in Bernie – Leichen pflastern seinen Weg und Lara Flynn Boyle in Hänsel und Gretel – Black Forest hörte man sie in Synchronfassungen, die in ihrem Studio entstanden.
Außerdem spricht sie die akustische Fahrgastinformation in Bussen und Bahnen (z. B. in Frankfurt, Hamburg, Düsseldorf und Rostock), Bahnhöfen, so bei der U-Bahn Berlin (bis 2009), Warteschleifen, Anrufbeantwortern, Navigationsgeräten, Börsennachrichten, Horoskopen und Flughäfen zu hören. Im Dezember 2016 wurde bekannt, dass Ingrid Metz-Neun in den Ruhestand geht und daher die Stadtwerke Verkehrsgesellschaft Frankfurt am Main alle Ansagen in ihren Fahrzeugen nach und nach durch eine Computerstimme ersetzen wird.
Neben ihrem Synchronstudio gründete sie die Firmen Voice Feeling (1998, Schule für Sprechtechnik), Art Feeling (1998, Organisation von Kunstausstellungen) und Voiceart (2004, Label für Hörspiele und Hörbücher).
Zwischen 2022 und 2025 war sie in der wiederkehrenden Rolle der Duchesse, der Anführerin von Babytopia in der Steampunk-Hörspielserie Die letzte Fahrt der Nautilus des Labels Pandoras Play, zu hören.
In mehreren Medien wurde sie unter anderem als Sprecherin von Marilyn Monroe, Jeanne Moreau und Shirley MacLaine bezeichnet, die sie wenn überhaupt allerdings nur in einzelnen Filmen und oft in Produktionen ihres eigenen Studios für den DVD-Markt sprach.

## Veröffentlichungen
- ...wie Wunsch und Wirklichkeit. Die Reise des Lebens. Books on Demand, Bad Hersfeld 2020, ISBN 978-3-7504-1866-0.
- Wenn der Verstand Pause macht, höre auf dein Herz: Lebens- und Liebesgeschichten. Books on Demand, Bad Hersfeld 2020, ISBN 978-3-7481-6719-8.
- Ich weiß jetzt, was ich will. Books on Demand, Bad Hersfeld 2020, ISBN 978-3-7526-9015-6.
- Alleine ist man nicht so einsam. Books on Demand, Bad Hersfeld 2021, ISBN 978-3-7534-5806-9.
- Veränderung. Books on Demand, Bad Hersfeld 2023, ISBN 978-3-7519-5203-3.
- Im Rapsfeld. Books on Demand, Bad Hersfeld 2023, ISBN 978-3-7578-1682-7.